# Мартіна Кюнц
Мартіна Кюнц  (нім. Martina Kuenz; нар. 1 листопада 1994, Інсбрук) — австрійська борчиня вільного стилю, бронзова призерка чемпіонату світу, срібна та бронзова призерка чемпіонатів Європи.

## Життєпис
Боротьбою почала займатися з 2009 року. У 2011 році стала бронзовою призеркою чемпіонату світу серед кадетів. Того ж року завоювала срібну медаль чемпіонату Європи серед кадетів. У 2016 та 2017 роках здобула титул віце-чемпіонки Європи серед юніорів.
Виступає за борцівський клуб RSC Інцинг. Тренери — Бенедикт Ернст, Арсен Фейтуллаєв, Йорг Гелмдах.

## Спортивні результати на міжнародних змаганнях

### Виступи на Чемпіонатах світу
| Змагання                        | Збірна  | Вагова категорія          | Місце  |
| ------------------------------- | ------- | ------------------------- | ------ |
| Чемпіонат світу з боротьби 2015 | Австрія | жіноча боротьба, до 69 кг | 9      |
| Чемпіонат світу з боротьби 2017 | Австрія | жіноча боротьба, до 69 кг | 5      |
| Чемпіонат світу з боротьби 2018 | Австрія | жіноча боротьба, до 72 кг | Бронза |
| Чемпіонат світу з боротьби 2019 | Австрія | жіноча боротьба, до 76 кг | 26     |
| Чемпіонат світу з боротьби 2022 | Австрія | жіноча боротьба, до 76 кг | 9      |

### Виступи на Чемпіонатах Європи
| Змагання                         | Збірна  | Вагова категорія          | Місце  |
| -------------------------------- | ------- | ------------------------- | ------ |
| Чемпіонат Європи з боротьби 2013 | Австрія | жіноча боротьба, до 67 кг | 14     |
| Чемпіонат Європи з боротьби 2014 | Австрія | жіноча боротьба, до 69 кг | 8      |
| Чемпіонат Європи з боротьби 2017 | Австрія | жіноча боротьба, до 69 кг | 10     |
| Чемпіонат Європи з боротьби 2018 | Австрія | жіноча боротьба, до 68 кг | Бронза |
| Чемпіонат Європи з боротьби 2019 | Австрія | жіноча боротьба, до 76 кг | Срібло |
| Чемпіонат Європи з боротьби 2020 | Австрія | жіноча боротьба, до 76 кг | 13     |
| Чемпіонат Європи з боротьби 2022 | Австрія | жіноча боротьба, до 76 кг | 7      |
| Чемпіонат Європи з боротьби 2023 | Австрія | жіноча боротьба, до 76 кг | Срібло |

### Виступи на Європейських іграх
| Змагання              | Збірна  | Вагова категорія          | Місце |
| --------------------- | ------- | ------------------------- | ----- |
| Європейські ігри 2015 | Австрія | жіноча боротьба, до 69 кг | 5     |
| Європейські ігри 2019 | Австрія | жіноча боротьба, до 76 кг | 8     |

### Виступи на інших змаганнях
| Змагання                                                         | Збірна  | Вагова категорія          | Місце  |
| ---------------------------------------------------------------- | ------- | ------------------------- | ------ |
| Турнір Дана Колова — Николи Петрова 2012                         | Австрія | жіноча боротьба, до 63 кг | 19     |
| Київський Міжнародний турнір з боротьби 2012                     | Австрія | жіноча боротьба, до 63 кг | 22     |
| Гран-прі Німеччини з боротьби 2012                               | Австрія | жіноча боротьба, до 67 кг | 7      |
| Гран-прі Іспанії з боротьби 2012                                 | Австрія | жіноча боротьба, до 67 кг | Срібло |
| Flatz Open 2013                                                  | Австрія | жіноча боротьба, до 67 кг | Бронза |
| Klippan Lady Open 2013                                           | Австрія | жіноча боротьба, до 67 кг | Бронза |
| Гран-прі Німеччини з боротьби 2013                               | Австрія | жіноча боротьба, до 67 кг | 19     |
| Austrian Ladies Open 2013                                        | Австрія | жіноча боротьба, до 67 кг | Бронза |
| Flatz Open 2014                                                  | Австрія | жіноча боротьба, до 69 кг | Золото |
| Золотий Гран-прі з боротьби 2014 (Париж)                         | Австрія | жіноча боротьба, до 69 кг | 5      |
| Klippan Lady Open 2014                                           | Австрія | жіноча боротьба, до 69 кг | 7      |
| Гран-прі Німеччини з боротьби 2014                               | Австрія | жіноча боротьба, до 69 кг | 5      |
| Золотий Гран-прі з боротьби 2014 (Баку)                          | Австрія | жіноча боротьба, до 69 кг | 11     |
| Гран-прі Парижа з боротьби 2015                                  | Австрія | жіноча боротьба, до 69 кг | Золото |
| Flatz Open 2015                                                  | Австрія | жіноча боротьба, до 69 кг | 5      |
| Турнір Олександра Медведя 2015                                   | Австрія | жіноча боротьба, до 69 кг | 10     |
| Гран-прі Німеччини з боротьби 2015                               | Австрія | жіноча боротьба, до 69 кг | Срібло |
| Меморіал Іона Корнеану 2015                                      | Австрія | жіноча боротьба, до 69 кг | Срібло |
| Flatz Open 2016                                                  | Австрія | жіноча боротьба, до 69 кг | Золото |
| Klippan Lady Open 2016                                           | Австрія | жіноча боротьба, до 69 кг | 5      |
| Олімпійський кваліфікаційний турнір з боротьби 2016 (Зренянин)   | Австрія | жіноча боротьба, до 69 кг | 7      |
| Олімпійський кваліфікаційний турнір з боротьби 2016 (Улан-Батор) | Австрія | жіноча боротьба, до 69 кг | 13     |
| Олімпійський кваліфікаційний турнір з боротьби 2016 (Стамбул)    | Австрія | жіноча боротьба, до 69 кг | 10     |
| Henri Deglane Challenge 2016                                     | Австрія | жіноча боротьба, до 69 кг | Золото |
| Гран-прі Парижа з боротьби 2017                                  | Австрія | жіноча боротьба, до 69 кг | 5      |
| Flatz Open 2017                                                  | Австрія | жіноча боротьба, до 69 кг | Золото |
| Кубок Канади з боротьби 2017                                     | Австрія | жіноча боротьба, до 69 кг | Золото |
| Меморіал Іона Корнеану і Ладислава Сімона 2017                   | Австрія | жіноча боротьба, до 69 кг | Золото |
| Flatz Open 2018                                                  | Австрія | жіноча боротьба, до 72 кг | Золото |
| Cerro Pelado International 2018                                  | Австрія | жіноча боротьба, до 76 кг | 4      |
| Гран-прі Іспанії з боротьби 2018                                 | Австрія | жіноча боротьба, до 72 кг | Золото |
| Відкритий чемпіонат Польщі з боротьби 2018                       | Австрія | жіноча боротьба, до 68 кг | 10     |
| Flatz Open 2019                                                  | Австрія | жіноча боротьба, до 72 кг | Золото |
| Гран-прі Німеччини з боротьби 2019                               | Австрія | жіноча боротьба, до 76 кг | Срібло |
| Турнір Яшара Догу 2019                                           | Австрія | жіноча боротьба, до 76 кг | 10     |
| Гран-прі Франції Анрі Деглана 2021                               | Австрія | жіноча боротьба, до 76 кг | Золото |
| Європейський олімпійський кваліфікаційний турнір з боротьби 2020 | Австрія | жіноча боротьба, до 76 кг | Бронза |
| Світовий олімпійський кваліфікаційний турнір з боротьби 2021     | Австрія | жіноча боротьба, до 76 кг | 5      |
| Турнір Яшара Догу 2022                                           | Австрія | жіноча боротьба, до 76 кг | Срібло |
| Турнір Маттео Пелліцоне 2022                                     | Австрія | жіноча боротьба, до 76 кг | Бронза |
| Меморіал Іона Корнеану і Ладислава Сімона 2022                   | Австрія | жіноча боротьба, до 76 кг | Срібло |

### Виступи на змаганнях молодших вікових груп
| Змагання                                          | Збірна  | Вагова категорія          | Місце  |
| ------------------------------------------------- | ------- | ------------------------- | ------ |
| Чемпіонат Європи з боротьби серед кадетів 2009    | Австрія | жіноча боротьба, до 65 кг | 9      |
| Літні юнацькі Олімпійські ігри серед кадетів 2010 | Австрія | жіноча боротьба, до 70 кг | 5      |
| Чемпіонат Європи з боротьби серед кадетів 2011    | Австрія | жіноча боротьба, до 70 кг | Срібло |
| Чемпіонат світу з боротьби серед кадетів 2011     | Австрія | жіноча боротьба, до 70 кг | Бронза |
| Чемпіонат Європи з боротьби серед юніорів 2011    | Австрія | жіноча боротьба, до 67 кг | 9      |
| Чемпіонат Європи з боротьби серед юніорів 2012    | Австрія | жіноча боротьба, до 67 кг | 11     |
| Чемпіонат світу з боротьби серед юніорів 2012     | Австрія | жіноча боротьба, до 67 кг | 15     |
| Чемпіонат Європи з боротьби серед юніорів 2013    | Австрія | жіноча боротьба, до 67 кг | 8      |
| Чемпіонат світу з боротьби серед юніорів 2013     | Австрія | жіноча боротьба, до 67 кг | 14     |
| Чемпіонат Європи з боротьби серед юніорів 2014    | Австрія | жіноча боротьба, до 67 кг | 8      |
| Чемпіонат світу з боротьби серед юніорів 2014     | Австрія | жіноча боротьба, до 67 кг | 9      |
| Чемпіонат Європи з боротьби серед молоді 2015     | Австрія | жіноча боротьба, до 69 кг | 8      |
| Чемпіонат Європи з боротьби серед молоді 2016     | Австрія | жіноча боротьба, до 69 кг | Срібло |
| Чемпіонат Європи з боротьби серед молоді 2017     | Австрія | жіноча боротьба, до 69 кг | Срібло |
| Чемпіонат світу з боротьби серед молоді 2017      | Австрія | жіноча боротьба, до 69 кг | 8      |